# Recupero delle tecnologie del XX secolo
Per recupero delle tecnologie del XX secolo si intende l'operazione di gestione del patrimonio edilizio moderno atta a coniugare il mantenimento del contesto formale e materiale insieme alla sua alterazione, richiesta dalle esigenze di nuove forme e prestazioni.
Il recupero delle tecnologie riguarda tecniche costruttive, scelta dei materiali, processi dell'industria edilizia che devono essere analizzati durante la fase di conoscenza tipologica, tecnologica, di concezione originale del manufatto, fase preliminare a quella dell'intervento inteso come sostituzione o integrazione di prodotti e tecniche. Durante gli anni dell'industrializzazione si attua un transfer tecnologico che porta alla sperimentazione di tecniche nuove, all'investigazione sulle prestazioni dei materiali e dei nuovi prodotti dell'edilizia che connotano le architetture di quegli anni attraverso una fitta integrazione di ricerca e comunicazione. Le azioni di recupero sul patrimonio del XX secolo mirano all'individuazione di strumentazioni e metodologie che possono rispondere sia in fase di progetto che in quella di cantiere a recuperare il livello tecnologico dei manufatti ed integrare nuove soluzioni compatibili con quelle del passato.

## Tecnologie del XX secolo
Nell'architettura moderna si verifica il passaggio dalle tecniche tradizionali, consolidate e documentate, alle tecniche industriali moderne, spesso ancora in fase sperimentale. Il materiale da costruzione e le sue modalità di impiego assumono un ruolo centrale nelle trasformazioni tecnologiche successive nella produzione edilizia. Tali trasformazioni condizionano a loro volta i criteri di organizzazione del cantiere e di specializzazione del lavoro. Il materiale attiva connessioni direttamente verificabili con la cultura del progetto, con la struttura produttiva dell'architettura, con la stessa idea progettuale (Jean Prouvé). Le problematiche legate al degrado dell'architettura moderna derivano dalle carenze costruttive dovute al ricorso all'innovazione tecnica (di materiali, produzione e tecnologie di assemblaggio) e al fatto che i programmi di industrializzazione edilizia non sono stati sufficientemente compresi nel settore delle costruzioni. Il recupero delle architetture del XX secolo è caratterizzato essenzialmente dai criteri di impiego dei materiali e dalle relative tecniche costruttive che portano a diverse problematiche:
- tecnologie industriali spesso non riproducibili, né nel materiale, né nel prodotto;
- difficoltà nell'applicazione di materiali o elementi costruttivi di nuova concezione;
- conversione di architetture nate per determinate funzioni e destinazioni ora obsolete, e che presentano soluzioni distributive e tipologie particolari, come ad esempio case del fascio, sciovie, sanatori, colonie, ex siti industriali, ecc.
- necessità di adeguamento degli impianti tecnici con conseguente creazione ex novo di spazi dedicati all'allocazione di macchinari e condotti.

## Approcci metodologici
Conoscenza tecnica e conseguente diagnosi sono i concetti chiave attorno a cui si articola la prima fase dell'operazione del recupero delle tecnologie. L'intervento di recupero, caratterizzato da precisi rapporti tra tecnologia e architettura, ha origine dall'analisi dell'edificio esistente, delle motivazioni progettuali e delle scelte tecnologiche per poi svilupparsi secondo diverse tecniche di intervento. Le tecniche di intervento contemporaneo sugli edifici del XX secolo seguono tre diverse tendenze:

### Limitare al massimo le azioni distruttive sull'esistente
Rappresenta la tendenza a conservare le parti dell'edificio che possono essere adeguate con operazioni di sovrapposizione, per esempio rivestendo con semilavorati di produzione industriale una muratura, piuttosto che reintegrarla; posando in opera impianti esterni in vista da inserire all'interno dello spazio libero dell'edificio; sovrapponendo orditure di sostegno e rinforzo invece di demolire solai e pavimenti. Si interviene così su singoli sistemi sub funzionali (strutture, chiusure esterne verticali e orizzontali, partizioni interne, attrezzature, impianti) che vengono adeguati con l'integrazione di sistemi di elementi tecnici complementari, aggiuntivi integrativi per lo più industrializzati. Attraverso la produzione di componenti industriali può innescarsi un processo di continua rigenerazione sull'architettura stessa. A questo proposito il professor L. Cavallari sottolinea come il recupero tecnologico non può ricorrere a tecniche obsolete o specialistiche e sofisticate, ma deve mirare all'industrializzazione di prodotti e processi tipizzati. Il recupero del moderno può essere un'occasione strategica per l'incentivazione e il rinnovo del settore edilizio e per la messa a punto di processi industrializzati alla scala delle nuove esigenze per ottenere un'industrializzazione di prodotti e processi tipizzati per livello e destinazione di intervento e al tempo stesso adattabili come morfologia e possibilità di trasformazione. In questo modo si evita il ricorso a tecniche non ripetibili o standardizzabili.

### Utilizzo di tecnologie sofisticate e specialistiche per riprodurre l'immagine originale
Ciò richiede una ricerca molto approfondita anche in fase di intervento nel recupero di materiali e prodotti. Limite fondamentale di questa tendenza è il dover ricorrere spesso a produzioni artigianali e limitate per le sostituzioni di elementi tecnologici prodotti industrialmente durante il periodo della sperimentazione architettonica del ‘900. È la tendenza dell'architetto W. De Jonge, che si è occupato del recupero di edifici di A. Alto e J. Duiker.

### Conservazione filologica dell'edificio lasciato in stato di rovina
Si interviene solo al suo interno con una ridistribuzione degli spazi: a tal fine la tecnologia prevalentemente utilizzata è l'assemblaggio a secco perché permette interventi riconvertibili rispetto alla struttura preesistente (è questo il caso dell'architetto A. Cecchetto per l'intervento di recupero dell'Arsenale di Venezia). Tale trasformazione non intacca gli esterni, per i quali si effettuano interventi esclusivamente conservativi per lasciare una memoria storica. Per lo più l'opera è utilizzata come contenitore.

## Enti e organizzazioni
- DOCOMOMO (international working party for DOcumentation and COnservation of buildings, sites and neighbourhood of the MOdern MOvement).

Si è costituito nel 1988 nei Paesi Bassi, presso il Politecnico di Eindhoven, sulla scia di un progetto di ricerca la cui finalità era la messa a punto di un metodo efficace per la conservazione degli edifici del XX secolo. Fin dalla sua fondazione, si è posto un doppio obiettivo: da una parte mettere a punto un metodo di catalogazione degli edifici moderni che divenisse uno strumento efficace per la salvaguardia, dall'altra affrontare le questioni tecniche del restauro e della conservazione attraverso un confronto di esperienze.
- TICCIH (The International committee for the Conservation of the Industrial Heritage).

È un'organizzazione internazionale che ha per scopo lo studio, la conservazione e la valorizzazione del patrimonio industriale.